# 안중초등학교 (경기)
안중초등학교는 대한민국 경기도 평택시 안중읍 안중리에 있는 공립 초등학교이다.

## 학교 연혁
- 1922년 5월 17일 안중공립보통학교(4년제) 개교
- 1926년 4월 1일 6년제 개편
- 1938년 4월 1일 안중공립심상소학교로 개칭
- 1941년 4월 1일 안중공립국민학교로 개칭
- 1981년 3월 9일 병설유치원 1학급 개원
- 1996년 3월 1일 안중초등학교로 개칭
- 1996년 12월 30일 체육관 준공
- 1997년 9월 22일 급식실 개관
- 2003년 8월 31일 교육환경 특별개선사업 완료
- 2011년 9월 30일 본관 외벽방수, 화장실 리모델링
- 2012년 10월 30일 후관 외벽방수, 체육관 리모델링, 정화조 오수관 연결 완료
- 2017년 2월 9일 제 92회 졸업(78명, 졸업생 총수 16,989명)
- 2017년 2월 28일 후관 텍스 석면 제거 및 LED등 냉난방기 교체공사 완료
- 2017년 3월 1일 제 24대 이구헌 교장 취임
- 2017년 3월 2일 초등 21학급(특수 2학급), 유치원 4학급(특수 1학급) 편성
- 2022년 12월 15일 제2차 체육관 리모델링

## 참고 자료
- 안중초등학교 - 한국교육학술정보원 학교알리미